# Jaciment de La Tène

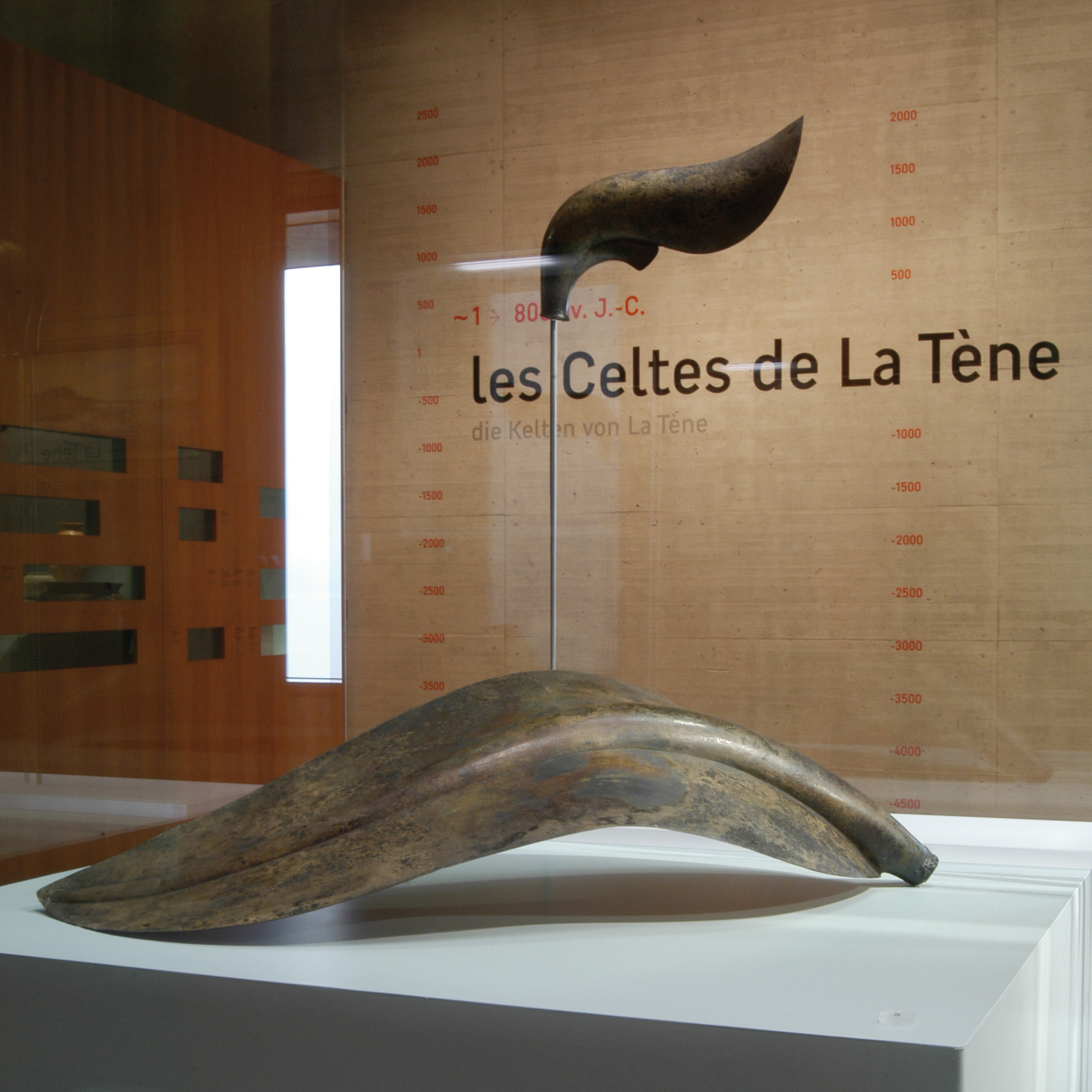
Element decoratiu d'un càrnix descobert al lloc de La Tène (objecte conservat al Laténium)

La Tène és un jaciment de referència de l'edat del ferro a Europa, que es troba a la riba nord del llac de Neuchâtel, al territori del comú de La Tène, a Suïssa. Gran jaciment arqueològic de la segona edat del ferro, el seu descobriment l'any 1857 va permetre la caracterització de la cultura de La Tène (aprox. 450 -25), designant tota la cultura celta preromana, testimoniada des d'Irlanda fins a l'Anatòlia occidental. El lloc està catalogat com a bé cultural d'importància nacional a Suïssa.

## Ubicació
El jaciment arqueològic es troba al lloc anomenat La Tène l'etimologia del qual està lligada al llatí tenuis, evocant els fons característics d'aquesta zona situada a l'extrem nord del llac de Neuchâtel, a la desembocadura de la Thielle, un riu que enllaça amb el llac Bienne. El jaciment es troba doncs contínuament sota la influència dels canvis de nivell del llac i del mal temps, que té un paper en la conservació de les restes materials.

## Descoberta

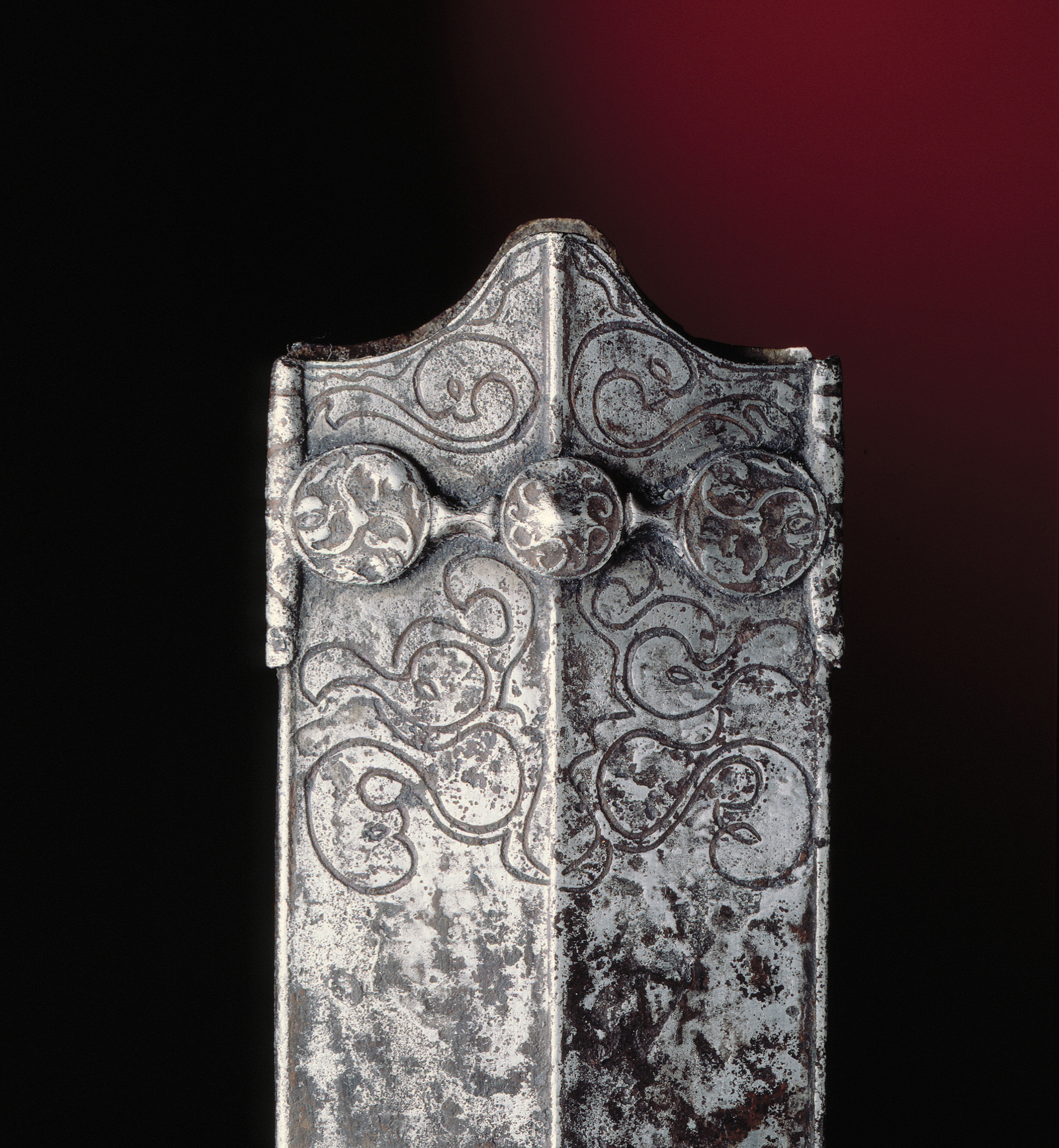
Detall de l'ornamentació d'una beina d'espasa extreta del jaciment (museu Laténium).

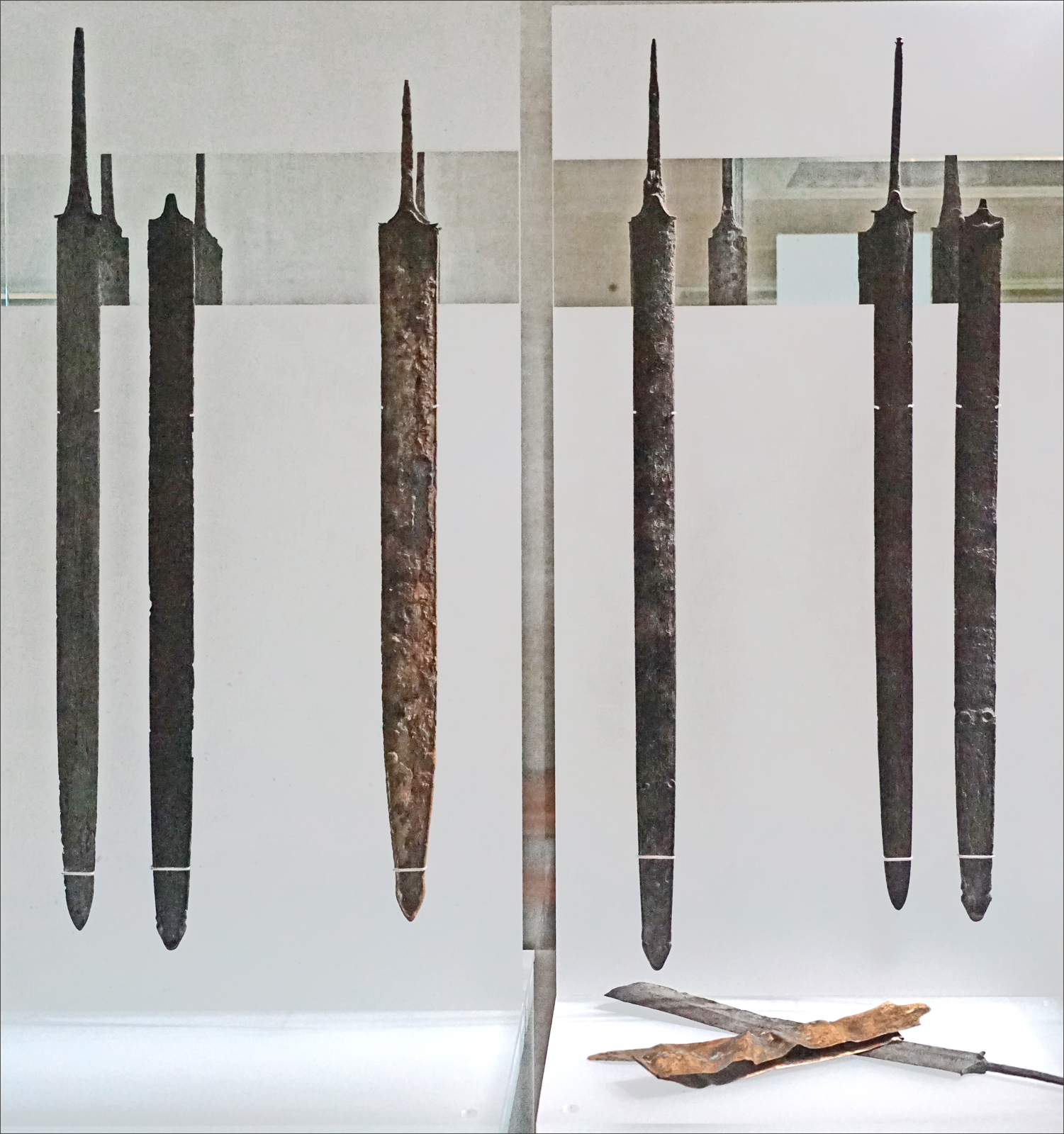
Conjunt d'espases extretes del jaciment (museu Laténium).

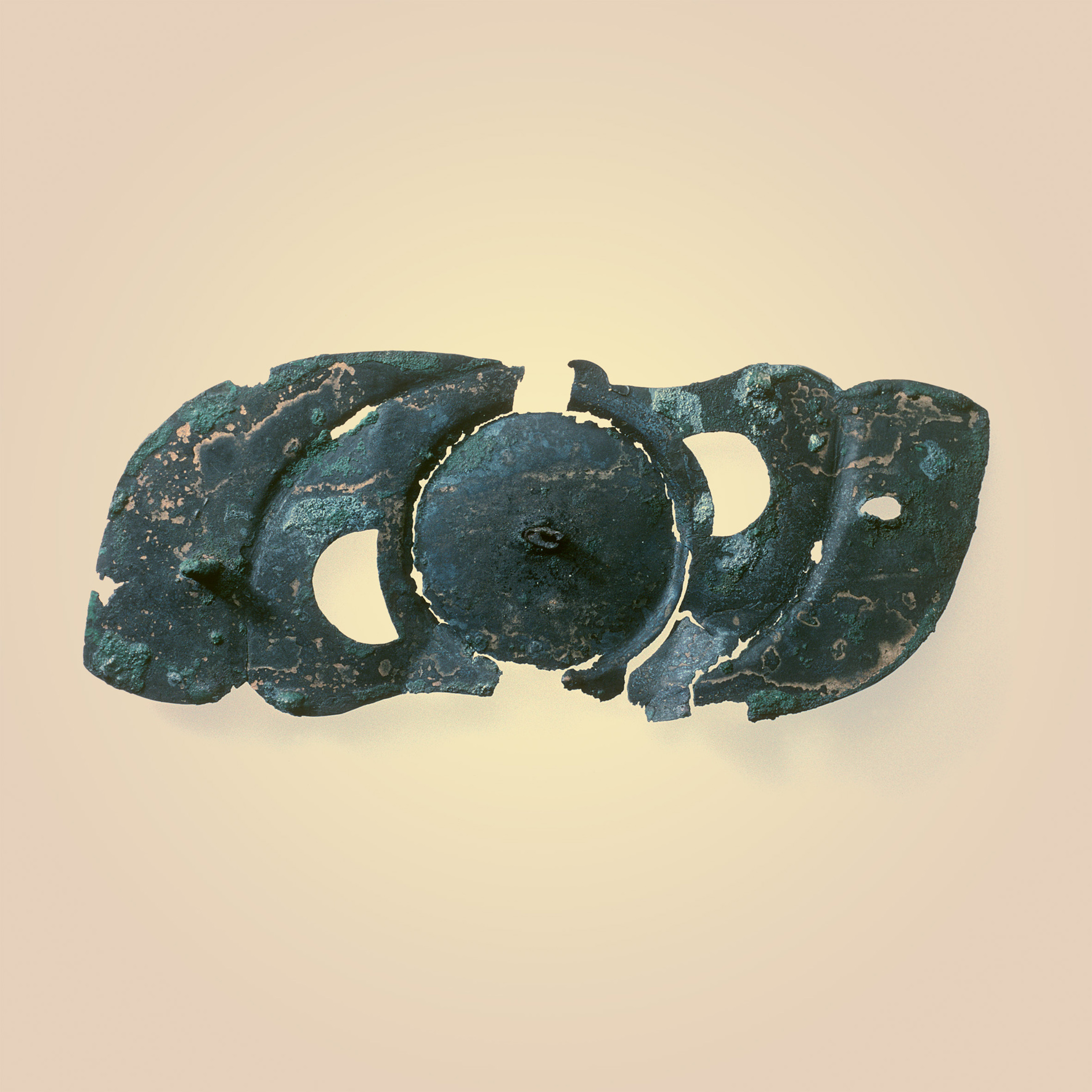
Aplic ornamental del jaciment (fotografia de J. Roethlisberger / Laténium).

La descoberta del jaciment de La Tène ocorregué l'any 1857, durant un període estimulat «febre lacustre», un fenomen que llavors afectava Suïssa i que va fomentar la investigació sobre habitatges de pilars. En efecte, La Tène no és el primer jaciment costaner que s'ha descobert i interpretat com un hàbitat lacustre, és a dir, com un poble aixecat sobre plataformes sobre les aigües del llac, despertant un interès general per a aquestes "antiguitats nacionals". Des de mitjans del segle xix els estudiosos estaven realment interessats en aquests llocs d'hàbitat particulars i contractaven amb regularitat pescadors per a que draguessin les aigües del llac amb el propòsit de descobrir possibles restes. Entre aquests pioners de la investigació sobre habitatges sobre pilotis hi ha el coronel Friedrich Schwab, un ric col·leccionista que fundaria el Museu Schwab a Biel/Bienne, i el seu col·lega Ferdinand Keller, fundador i president de la Societat d'Antiquaris de Zuric.
Fou en aquest context que el coronel Friedrich Schwab va encarregar al pescador Hans Kopp que anés a recollir les restes del fons del llac amb la seva barca. Al mes de novembre del 1857, Hans Kopp abandona doncs la seva llar a la riba del llac de Bienne per unir-se a la de Neuchâtel perquè la seva missió és pescar restes al jaciment neolític de Concise. Quan va sortir de La Thielle, va veure un lloc que encara no havia reconegut a les aigües del Tène al voltant de Marin. Aleshores va interrompre la seva missió principal d'investigar les instal·lacions i va recollir una quarantena d'objectes de ferro, incloent vuit puntes de llança i catorze espases, dues de les quals enterament conservades. Cal tenir en compte que en aquell moment, és a dir, abans de la primera correcció d'aigües al Jura (1868-1891), el nivell del llac de Neuchâtel era uns 2,7 metres més alt que l'actual. El jaciment de La Tène estava llavors entre 60 i 70 centímetres sota l'aigua. Aquestes troballes s'incorporaran a la seva col·lecció personal, llegada a la seva mort a la ciutat de Bienne, en vista de la creació del Museu Schwab.

## Primeres interpretacions
Encara que Ferdinand Keller i Friedrich Schwab no atribueixen una importància especial a aquest lloc, que apareix com un nou jaciment lacustre als seus ulls, la notícia del descobriment arriba a les oïdes d'Edouard Desor, naturalista alemany aleshores professor de geologia i paleontologia a Neuchâtel, qui havia estat a Escandinàvia on s'havia familiaritzat amb el sistema de les tres edats.
Desor és, doncs, al contrari que els seus col·legues, conscient de la importància del descobriment d'aquests objectes de ferro en un context "prehistòric". Va proposar el 1866, durant la primera sessió del Congrés Internacional de Prehistòria, organitzat a Neuchâtel, establir La Tène com a lloc de referència per a l'edat del ferro. Uns anys més tard, el 1874, durant el Congrés d'Estocolm, es decidirà després de llargs debats dividir l'Edat del Ferro en dos períodes: "Hallstatt" i "La Tene".

## Des de les primeres exploracions fins a les excavacions de Paul Vouga
El jaciment, reconegut molt ràpidament per la riquesa de les seves troballes, és objecte de nombroses exploracions. Seguint el treball de Friedrich Schwab i Edouard Desor, La Tène va atreure diversos entusiastes de l'arqueologia, com Alexis Dardel-Thorens o Victor Gross, i molts espoliadors. A partir de 1870, la primera correcció de les aigües del Jura va permetre rebaixar el nivell del llac de Neuchâtel prou perquè les antiguitats afloressin al lloc que es pensava que estava exhaurit com a resultat d'innumerables exploracions. La baixada artificial del llac, però, permet una millor lectura de la topografia del lloc i treu a la llum dos ponts sobre un braç sec de la Thielle així com edificis d'estructura indeterminada.
Durant la dècada de 1880 Emile Vouga va dur a terme les primeres excavacions al jaciment, que van permetre aclarir la posició de les restes, així com l'organització del jaciment. La interpretació del lloc, però, encara no està clara. Així, a partir de 1907, per iniciativa de la Societat d'Història i Arqueologia de Neuchâtel, amb el suport de les autoritats cantonals i federals, es duen a terme autèntiques excavacions arqueològiques.
Les excavacions, dirigides per William Wavre i després per Paul Vouga a partir de 1909, tenen com a objectiu buidar sistemàticament l'antiga llera de la Thielle. Aquesta excavació metòdica finalitzarà l'any 1917, traient a la llum una abundant quantitat de materials de gran homogeneïtat. Arran d'això i després de sis anys d'estudis posteriors a l'excavació, Paul Vouga va publicar l'any 1923 una monografia que va prendre la forma d'un inventari tipològic de les troballes, sense aventurar-se a interpretar-ne ni a la funció del jaciment de La Tene. Aquest treball es considera decebedor, perquè realment no explota els fruits del mètode d'excavació suggerit per l'expert federal Albert Naef. Vouga, per tant, no va considerar necessari aprofitar les dades estratigràfiques registrades al camp. Tanmateix, el treball de Vouga demostra ser útil en el progrés dels estudis cronotipològics sobre la segona edat del ferro.
Posteriorment, l'interès pel lloc va disminuir per la seva dificultat d'interpretació i comparació, tanmateix les hipòtesis són nombroses, entre lloc de dipòsit, lloc de culte, lloc de sacrifici, teories basades en l'abundància d'armes, moltes de les quals semblen haver estat destruïdes o doblegades intencionadament, així com la presència d'esquelets humans i animals trobats al lloc.
Queda que el lloc de La Tène és especialment reticent a interpretar en vista de tres grans qüestions:
- La dispersió de les troballes: amb la notorietat del jaciment i els nombrosos saquejos, els vestigis de La Tène estan dispersats en nombrosos museus i institucions científiques.
- La desigualtat de la documentació
- La complexitat de la topografia: la influència dels moviments dels llacs i dels desenvolupaments artificials a la zona arqueològica.

## Les excavacions del 2003
No va ser fins a l'any 2003 que es van reprendre les excavacions al jaciment de La Tène: durant els treballs realitzats al càmping de La Tène, ara situat al jaciment, la secció d'arqueologia de l'OPAN va organitzar una excavació preventiva. Els treballs d'excavació arqueològica es duen a terme al llarg de les capes prèviament excavades i posteriorment omplides per Paul Vouga i tenen com a objectiu, entre d'altres, restaurar una estratigrafia. És Gianna Reginelli Servais qui pren la direcció d'aquesta empresa, que consisteix en una manera de " recerca que havia estat emprès per Vouga, i que permetrà establir una nova estratigrafia detallada, així com actualitzar determinades estructures prèviament identificades.

## El projecte 2007
Després del progrés de la investigació al jaciment de La Tène, l'any 2007 es va iniciar un projecte de recerca a iniciativa del professor Gilbert Kaenel, amb el suport del Fons Nacional Suís per a la Investigació Científica així com per la Universitat de Neuchâtel i la secció arqueològica de l'OPAN, a Laténium. L'objectiu d'aquest projecte, encara en curs, és elaborar un inventari de les restes i arxius del jaciment i comparar-los amb les troballes de les excavacions del 2003, estimulant col·laboracions amb museus que conserven les troballes del jaciment de La Tène, així com fomentar el treball temàtic sobre determinades categories de mobiliari. Fins ara, el projecte ha permès publicar els conjunts de La Tène que es troben a les col·leccions del Museu d'Art i d'Història de Ginebra, el Musée d'histoire de Berne i el Museu Britànic, sobre el model establert per Thierry Lejars per a la col·lecció del Museu Schwab.

## Fons i objectes descoberts
En total les excavacions al jaciment de La Tène han fet aflorar més de 2.500 peces, entre armes ofensives i defensives de ferro o fusta (espases i les seves beines, llances i puntes de fletxa, arc i escuts), eines utilitzades per a la indústria i l'agricultura (dalles, destrals, ganivets, burins i una arada de fusta), arnesos de cavalls, anelles i fermalls de ferro i bronze, peces de tela, diversos objectes de bronze, diverses olles així com diverses monedes gales i romanes.
Els diferents objectes descoberts a La Tène es troben ara dispersos arreu del món. Diversos artefactes i esquelets es van vendre il·legalment ; per tant, és molt difícil fer un inventari complet. Tanmateix, la majoria dels objectes es conserven al Museu Nacional Suís, a Zúric, o al Laténium, el museu arqueològic del cantó de Neuchâtel a Hauterive. Part de la col·lecció privada del coronel Schwab també es troba a l' NMB New Museum Biel (originalment: Museu Schwab de Biel) i va ser objecte d'una monografia.